# Radlík
Radlík je vesnice v okrese Praha-západ, součást města Jílové u Prahy. Nachází se 1 km na sever od centra Jílového. V ulici Ke Hřišti se nachází fotbalový stadion místního AFK, na cestě k Masarykovu náměstí v Jílovém "Ke Kapličce" je zbudována na vrcholku kopce zachovalá pseudogotická kaplička s datováním lp. 1879 s výhledem na město Jílové u Prahy a vesnici (městskou část) Radlík. Ze stejného období jsou i zbytky tří křížů na okraji Radlíka. Další kříže tvořící malý svatostánek jsou nad rybníčkem na konci Pražské (hlavní) ulice v obci Radlík. Prochází jím silnice II/105 (Pražskou ulicí) a je zde evidováno 278 adres.

## Historie
První písemná zmínka o vesnici pochází z roku 1654.

## Další fotografie

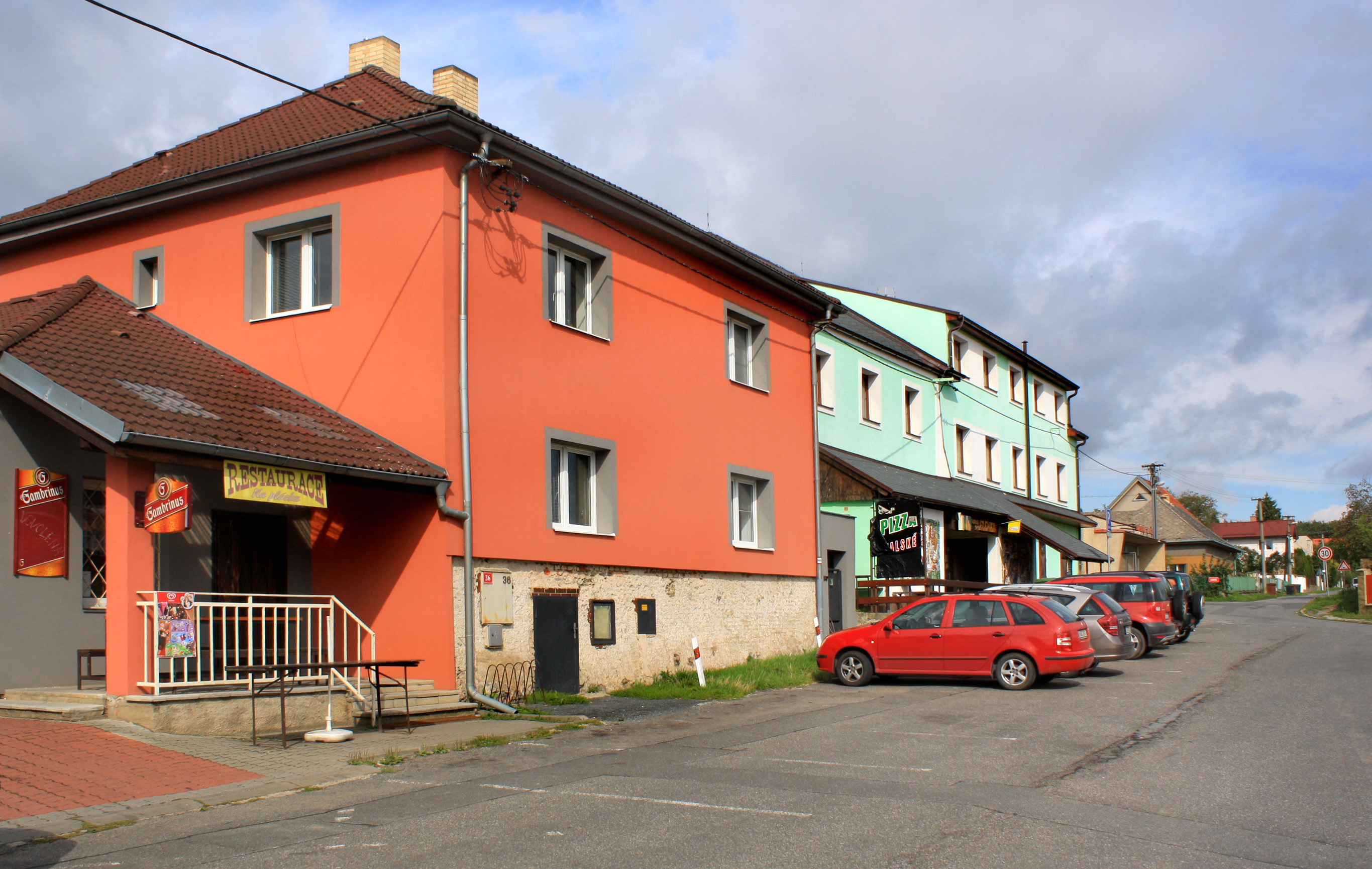
Restaurace na malém náměstí
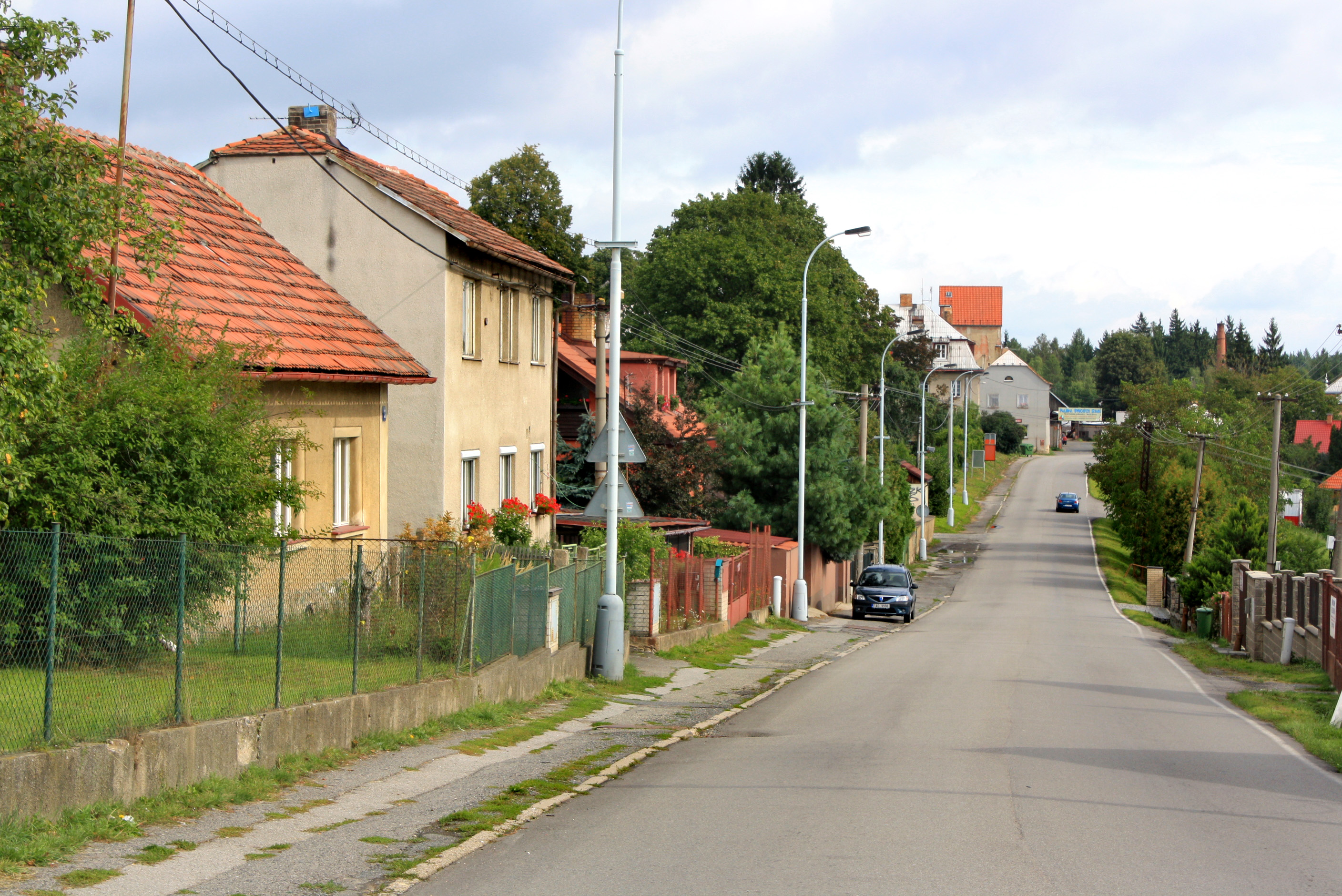
Pražská ulice – silnice II/105 v Radlíku
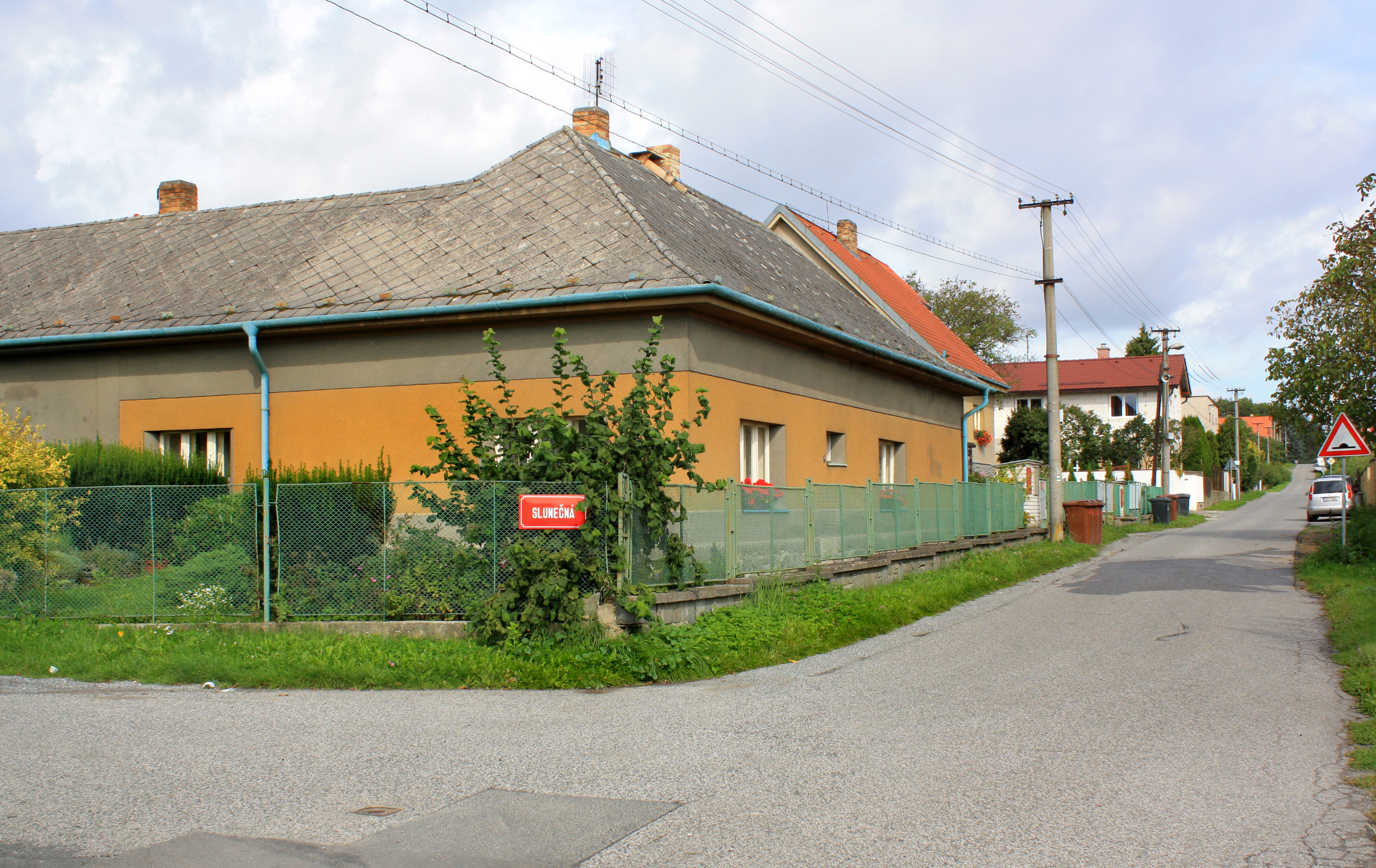
Libeřská ulice